# Thành phố đô thị Bari
Thành phố đô thị Bari (tiếng Ý: Città Metropolitana di Bari) thuộc vùng Apulia của Ý. Thủ phủ là thành phố Bari. Nó thay thế tỉnh Bari từ năm 2015 và bao gồm thành phố Bari và khoảng 40 khu tự quản khác (comuni). Đứng đầu thành phố đô thị Bari là thị trưởng vùng đô thị (Sindaco metropolitano) và hội đồng vùng đô thị (Consiglio metropolitano). Thành phố đô thị Bari có diện tích 3.825 km², dân số là 1.261.152 (2014).
Do lập tỉnh Barletta-Andria-Trani vào năm 2004, nên ngoài tỉnh lỵ, tỉnh Bari còn mất 4 khu tự quản khác là Bisceglie, Canosa di Puglia, Minervino Murge và Spinazzola. Tỉnh Bari còn lại 41 comuni với dân số 1.248.084 theo điều tra vào năm 2005.
- Acquaviva delle Fonti
- Adelfia
- Alberobello
- Altamura
- Bari
- Binetto
- Bitetto
- Bitonto
- Bitritto
- Capurso
- Casamassima
- Castellana Grotte
- Cellamare
- Conversano
- Corato
- Gioia del Colle
- Giovinazzo
- Gravina in Puglia
- Grumo Appula
- Locorotondo
- Modugno
- Mola di Bari
- Molfetta
- Monopoli
- Noci
- Noicattaro
- Palo del Colle
- Poggiorsini
- Polignano a Mare
- Putignano
- Rutigliano
- Ruvo di Puglia
- Santeramo in Colle
- Sannicandro di Bari
- Terlizzi
- Toritto
- Triggiano
- Turi
- Valenzano